# دوبس ضد منظمة جاكسون لصحة المرأة
قضية دوبس ضد منظمة جاكسون لصحة المرأة (بالإنجليزية: Dobbs v. Jackson Women's Health Organization)‏، No. 19-1392, 597 U.S. ‏ ___ (2022)، هو قرار تاريخي للمحكمة العليا الأمريكية قضت فيه المحكمة بأن دستور الولايات المتحدة لا يمنح أي حق للإجهاض، وبالتالي ألغى كلا من قضية رو ضد وايد لعام 1973 وقضية تنظيم الأسرة ضد كيسي لعام 1992.
كانت القضية تتعلق بدستورية قانون ولاية ميسيسيبي لعام 2018 الذي حظر معظم عمليات الإجهاض التي تجري بعد الأسابيع الـ 15 الأولى من الحمل، حيث منعت المحاكم الابتدائيّة إنفاذ القانون بأوامر أولية. استندت تلك الأوامر إلى الحكم في قضية تنظيم الأسرة ضد كيسي، التي منعت الولايات من حظر الإجهاض قبل فترة قابلية الجنين للحياة، بشكل عام خلال الأسابيع الـ 24 الأولى من الحمل، على أساس أن اختيار المرأة للإجهاض خلال تلك الفترة محمي بحقوق الخصوصية بموجب التعديل الرابع عشر لدستور الولايات المتحدة.
التحول الأيديولوجي للمحكمة العليا الذي بلغ ذروته مع تعيين القاضية آمي كوني باريت عام 2020، التي كانت تُصرح بمناهضتها للإجهاض قبل تعيينها، جعلت قضية دوبس وسيلة محتملة لنقض الحكم في قضيتي «رو» و«كيسي». لقد أعدَّت أكثر من 20 ولاية تشريعاتٍ، بما في ذلك 13 ولاية بها قوانين مباشرة، لتنظيم الإجهاض بصرامة في حالة «قيام قضية دوبس» بإلغاء أحكام قضيتي «رو» «وكيسي». اكتسبت قضية دوبس مزيدًا من الاهتمام في أعقاب المعارك القانونية حول قانون تكساس هارتبيت (بالإنجليزية: Texas Heartbeat)‏ الذي جرى سنّه في مايو 2021، مما أدى إلى تقديم مداخلات في «قضية دوبس».
عُقدت المرافعات الشفوية أمام المحكمة العليا في ديسمبر 2021، وفي 2 مايو 2022 نشرت بوليتيكو مسودة رأي الأغلبية المسربة للقاضي صموئيل أليتو والتي مُفادها إلغاء قضيتي راو وكيسي من خلال إبطال حقوق الخصوصية المحددة محل القضية، وإزالة التدخل الفيدرالي، وترك المسألة ليتم تحديدها في الولايات. في بيان أدلى به رئيس المحكمة العليا في الولايات المتحدة، جون روبرتس، أكدت المحكمة صحة الوثيقة المُسربة، لكنها قالت إن الوثيقة لم تكن قرارًا نهائيًا أو القرار النهائي للقاضي.
صدر القرار في 24 يونيو 2022، بنقض أحكام المحكمة الابتدائيّة (6 إلى 3)؛ وألغى الحكم في قضيتي رو وكيسي (5 إلى 4). ذكر رأي الأغلبية أن الإجهاض ليس حقًا دستوريًا، وأنه يجب أن يكون للولايات سلطة تقديرية في تنظيم الإجهاض. رأي الأغلبية، الذي كتبه أليتو، كان مشابهًا إلى حد كبير للمسودة المسربة. لم ينضم رئيس المحكمة العليا روبرتس إلى الأغلبية في الرأي لإلغاء قضيتي رو وكيسي، لكنه وافق على الحكم الذي يؤيد قانون ولاية ميسيسيبي.
اندلعت احتجاجات ضد القرار في العديد من المدن الأمريكية، بينما نُظمت بعض المسيرات الدولية دعمًا له. كان قرار المحكمة مثيرًا للانقسام بين الجمهور الأمريكي، حيث أظهرت استطلاعات الرأي معارضة أكثر من 55٪ لإسقاط الحكم في قضيتي رو وكيسي.

## خلفية
حكمت المحكمة العليا الأمريكية في قضية رو ضد وايد، قرارًا تاريخيًا عام 1973، بأن الحق في الخصوصية في نطاق التعديل الرابع عشر لدستور الولايات المتحدة يتضمن حق المرأة في إنهاء حملها (حق الإجهاض). وأعادت المحكمة تأكيد ذلك جزئيًا في قضية تنظيم الأسرة ضد كيسي، في عام 1992 وأقرت معيار قابلية الجنين للحياة، وعادةً ما يكون بعد 24 أسبوعًا من الحمل. اعتبرت قضية كيسي أن قوانين الولاية التي تقيد الإجهاض قبل أن يكون الجنين قابلاً للحياة تخلق عبئًا لا داعي له على النساء اللواتي يسعين إلى الإجهاض، وهي غير دستورية لأنها تنتهك بند الإجراءات القانونية، وأقرت حق المرأة في الإجراءات القانونية الواجبة بموجب التعديل الرابع عشر لدستور الولايات المتحدة، كما قضت المحكمة بأن هذا الحق ليس مطلقًا ويجب موازنته مع المصلحة الحكومية المحتملة وقد يتأثر بالتطورات الطبية التي تسمح للأطفال الخدج (من الولادة المبكرة) بالبقاء على قيد الحياة في فترة أصغر من الحمل.
بعد قضية رو، كان هناك تغييرًا سياسيًا يحيط بالإجهاض في الولايات المتحدة على الرغم من أن حركة حقوق الإجهاض كانت متحالفة مع حركة التحكم في معدل نمو السكان (التخطيط السكاني) قبل تلك القضية، خلال السنوات التي تلت ذلك مباشرة، شهدت حركة التخطيط السكاني سلسلة من الفضائح التي جعلتها تظهر خلافية. كما اتهم المناهضون للإجهاض حركة حقوق الإجهاض بالعنصرية، بينما ردت حركة حقوق الإجهاض بتغيير خطابها. بدلاً من التأكيد على فوائد الإجهاض للسياسة الوطنية، مثل نفقات الرفاهية الأقل، وتباطؤ النمو السكاني، وانخفاض عدد الولادات غير الشرعية، فقد اتخذ خطابًا قائمًا على الاختيار والحقوق مشابهًا لما جرى استخدامه في قرار قضية رو.
شهد معارضو الإجهاض أيضًا تحولًا سياسيًا، حيث أعلن كل من الكنيسة الكاثوليكية والحزب الديمقراطي دعمهما لـ دولة رفاهية واسعة، التي تريد خفض معدلات الإجهاض من خلال التأمين قبل الولادة والرعاية النهارية الممولة اتحاديًا، وعارضوا الإجهاض في وقت قضية رو، انتقلت حركة مناهضة الإجهاض إلى البروتستانتية التي رأت أن حق الإجهاض هو جزء من أجندة ليبرالية كبيرة يجب مجابهتها، وأصبحت جزءًا من اليمين المسيحي الجديد. أدى التأثير البروتستانتي إلى جعل معارضة الإجهاض جزءًا من برنامج الحزب الجمهوري بحلول التسعينيات. سنت الولايات التي يقودها الجمهوريون قوانين لتقييد الإجهاض، بما في ذلك عمليات الإجهاض خلال الـ24 أسبوعًا الأولى وهي المعيار العام لقضية كيسي. حكمت المحاكم وفق هذه القوانين التي تُقيد الإجهاض. جرى التشكيك في استخدام قابلية بقاء الجنين كمعيار في القضايا المتعلقة بالإجهاض في الولايات المتحدة بعد قضية كيسي، مثل ما حكمت به القاضية ساندرا داي أوكونور في رأيها المخالف في قضية مدينة أكرون ضد مركز أكرون للصحة الإنجابية. تُجادل هذه الآراء بأن هناك اعتبارات علمية وفلسفية وأخلاقية أخرى.
كانت المحكمة العليا برئاسة جون روبرتس منذ عام 2005، غالبًا ما كانت هناك أغلبية محافظة من (5 إلى 4) مع إمكانية نقض الحكم في قضيتي رو وكيسي. يُعد روبرتس من أشد المؤيدين لفكرة السابقة القضائية، حيث يعتقد أنه حتى بعض القضايا التي جرى البت فيها بشكل خاطئ لا ينبغي إبطالها، بالإضافة إلى أنه يُعد مدافعًا قويًا عن سمعة المحكمة. منذ عام 2018، تغير التركيب الأيديولوجي للمحكمة فيما يتعلق بحقوق الإجهاض، مع تعيين نيل جورسوش وبريت كافانو إضافةً إلى صموئيل أليتو وكلارنس توماس. أقرت بعض الولايات ذات الأغلبية الجمهورية مشاريع قوانين تُقيد عمليات الإجهاض، وتوقعت تحولًا قانونيًا محتملاً من المحكمة العليا، وتوفرت الأسباب الممكنة لرفع القضية إلى المحكمة العليا. عندما حلت آمي كوني باريت محل روث بادر جينسبيرغ، تحول التركيب الأيديولوجي للمحكمة أكثر وخلق فرصة لإبطال حكم قضية رو أو تقييده بشكل إضافي. كان جينسبيرغ ضمن الغالبية في قضايا المحكمة العليا السابقة التي فرضت قوانين إجهاض أكثر صرامة. بالمقابل، يرى المحللون السياسيون أن باريت لديها آراء مناهضة للإجهاض، ففي عام 1998، كتبت في مقال في مجلة قانونية أن الإجهاض «دائمًا غير أخلاقي».

## قانون سن الحمل
في مارس 2018، أصدرت ولاية ميسيسيبي قانون سن الحمل Gestational Age Act، الذي يحظر أي عملية إجهاض بعد الأسابيع الـ 15 الأولى من الحمل، باستثناء حالات الطوارئ الطبية أو تشوه الجنين الشديد، ولم تسمح بالإجهاض في حالات الاغتصاب أو سفاح القربى. يسمح استثناء الطوارئ الطبية بعمليات الإجهاض التي تجري لإنقاذ حياة المرأة الحامل وفي الحالات التي «يؤدي فيها استمرار الحمل إلى مخاطر جسيمة تتمثل في حدوث خلل كبير لا رجعة فيه في وظيفة جسدية كبيرة». كذلك يسمح بالإجهاض في حالة التشوه الجنيني الشديد.
وبرر المشرع هذا المنع على أساس أن الإجهاض لأسباب غير علاجية أو اختيارية هو «ممارسة بربرية، وخطيرة على الأم، ومهينة لمهنة الطب». كان هناك أساس آخر هو أن إجراءات الإجهاض المحظورة بموجب القانون قيل من قبل المشرع أنها تنطوي على «مخاطر جسدية ونفسية كبيرة»، ويمكن أن تسبب مضاعفات طبية مختلفة.
وقَّع الحاكم فيل براينت مشروع القانون ليصبح قانونًا، قائلاً إنه «ملتزم بجعل ولاية ميسيسيبي المكان الأكثر أمانًا في أمريكا للطفل الذي لم يولد بعد، وسيساعدنا هذا القانون على تحقيق هذا الهدف». وأضاف: «من المحتمل أن تتم مقاضاتنا هنا في غضون حوالي نصف ساعة، وسيكون ذلك جيدًا بالنسبة لي. الأمر يستحق القتال من أجله».

### المحاكم الدنيا
في غضون يوم واحد من مرور قانون سن الحمل، رفعت عيادة الإجهاض الوحيدة في ميسيسيبي، ومنظمة جاكسون لصحة المرأة، وأحد أطبائها (ساشين كار-إليس)، دعوى على مسؤولي الولاية توماس دوبس، مسؤول الصحة في وزارة الصحة بولاية ميسيسيبي، وكينيث كليفلاند، المدير التنفيذي لمجلس ولاية ميسيسيبي للتراخيص الطبية، للطعن في دستورية القانون. تقوم العيادة بالإجهاض الجراحي خلال 16 أسبوعًا من بداية الحمل، وقد مثلها في المحكمة مركز الحقوق الإنجابية. استمع القاضي كارلتون و. ريفز من المحكمة الجزئية الأمريكية للمنطقة الجنوبية من ميسيسيبي للقضية، وفي نوفمبر 2018، حكم ريفز لصالح العيادة وأصدر أمرًا قضائيًا على ولاية ميسيسيبي يمنعها من تطبيق القانون. كتب ريفز أنه استنادًا إلى الدليل على أن إمكانية بقاء الجنين تبدأ بين 23 و24 أسبوعًا، لم يكن لدى ولاية ميسيسيبي «مصلحة شرعية قوية بما يكفي لتبرير حظر الإجهاض». سعى دوبس لجعل القضاة ينظرون فيما إذا كان إحساس الجنين ممكنًا بعد 15 أسبوعًا، لكن المحكمة الجزئية قضت بأن أدلته «غير مقبولة وغير ذات صلة».
استأنفت الولاية أمام الدائرة الخامسة، التي أيدت حكم ريفز وصدر القرار بـ 3 إلى 0 في ديسمبر 2019. كتب كبير قضاة الدائرة باتريك هيغينبوثام للمحكمة: «في سطر متصل يرجع تاريخه إلى قضية رو ضد وايد، أنشأت قضايا الإجهاض في المحكمة العليا (وأكدت وأعادت التأكيد) على حق المرأة في اختيار الإجهاض قبل أن يكون الجنين قابلًا للحياة. قد تُنظم الولايات إجراءات الإجهاض قبل أن يصبح الجنين قابلًا للحياة طالما أنها لا تفرض عبئًا لا داعي له على حق المرأة، ولكن لا يجوز لها حظر عمليات الإجهاض». رُفض طلب لإعادة جلسة الاستماع.
في مايو 2019، أصدرت المحكمة الجزئية للمنطقة الجنوبية من ميسيسيبي أمرًا قضائيًا آخر، هذه المرة ضد قانون الإجهاض الذي جرى تمريره حديثًا في ولاية ميسيسيبي. كان هذا قانون نبضات القلب الذي تمنع معظم عمليات الإجهاض بعدما يمكن الكشف عن نبضات قلب الجنين، والتي عادة ما تكون من 6 إلى 12 أسبوعًا من الحمل. في فبراير 2020 بموجب قرار كوريام، أيدت الدائرة الخامسة أيضًا الأمر القضائي الثاني. كانت تصريحات الدائرة الخامسة لكلا الأوامر متشابهة لأن كلاهما استشهد بنقص قدرة الجنين على البقاء خلال المراحل المبكرة من الحمل كسبب للأمر بالقوانين.

## المحكمة العليا

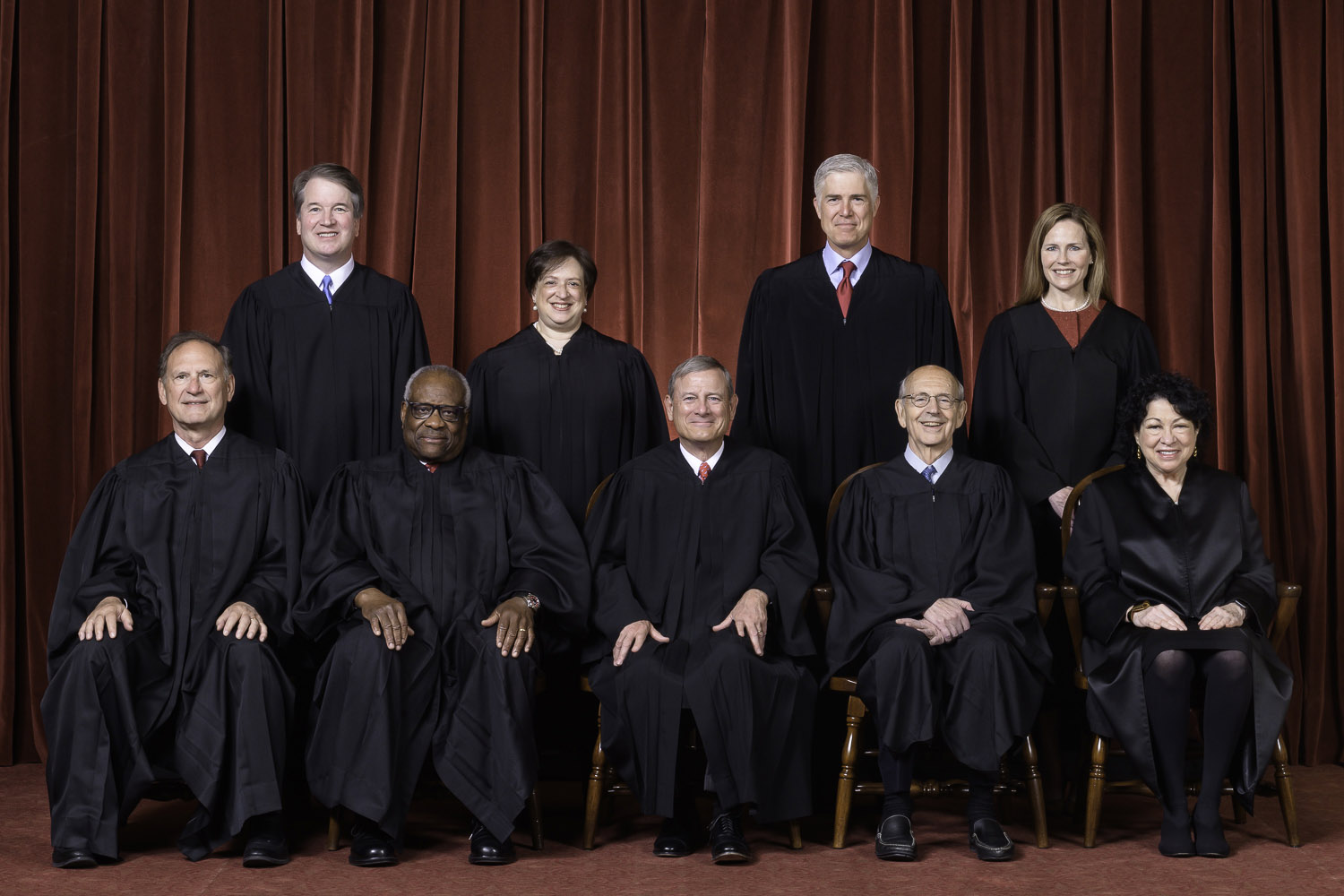
المحكمة برئاسة روبرتس منذ أكتوبر 2020

قدمت ولاية ميسيسيبي التماسًا لاستئناف قرارات الدائرة الخامسة إلى المحكمة العليا في يونيو 2020. وركز الالتماس الذي قدمه المدعي العام في ولاية ميسيسيبي لين فيتش على ثلاثة أسئلة من عملية الاستئناف. طلبت ولاية ميسيسيبي من المحكمة في الالتماس الذي قدمته إعادة النظر في معيار الصلاحية (قابلية الحياة للجنين) على أساس عدم مرونة المعيار،  وعدم ملاءمة الفهم الحالي للحياة قبل الولادة. نصت الدعوى على أن الأجنة يمكنها اكتشاف الألم والاستجابة له عندما يكون عمر الحمل من 10 إلى 12 أسبوعًا، وطلبت من المحكمة السماح بحظر «الإجراءات غير الإنسانية». وجادل الالتماس أيضًا بأن معيار قابلية الحياة لا يعالج بشكل كاف حماية الحياة البشرية المحتملة. واعتبرت ولاية ميسيسيبي هذا مصلحة الولاية منذ «بداية الحمل» فصاعدًا.
ركز موجز الرد على سؤالين جرى طرحهما في معارضة الالتماس من قِبل هيلاري شنيلر من مركز الحقوق الإنجابية نيابة عن منظمة جاكسون لصحة المرأة (Jackson Women's Health Organization JWHO). طلبت منظمة جاكسون من المحكمة رفض التماس ولاية ميسيسيبي بسبب السابقة القضائية. ذكرت المذكرة إن كلا من محكمة المقاطعة والدائرة الخامسة وجدا أن قانون ولاية ميسيسيبي غير دستوري من خلال تطبيق السابقة القضائية بشكل صحيح بطريقة لا تتعارض مع قرارات المحاكم الأخرى، وجادلت بأنه لا يوجد بالتالي أي شيء في القضية «يستدعي تدخل هذه المحكمة». وجادل الموجز أيضًا بأن ولاية ميسيسيبي كانت تسيء تفسير دورها في تنظيم الإجهاض. بينما اعتقدت الولاية أن مصلحتها كانت أكبر من حق الفرد في الإجهاض، جادلت منظمة جاكسون بأن مصلحة ولاية ميسيسيبي في تنظيم الإجهاض لم تكن كافية لحظره قبل أن يكون الجنين قابلاً للحياة، مما يجعل قانون سِن الحمل «غير دستوري بأي شكل».
جرى مراجعة الالتماس في أكثر من اثني عشر جلسة للمحكمة، وهو أمر غير معتاد في معظم القضايا. منحت المحكمة الالتماس لاستصدار أمر تحويل الدعوى في 17 مايو 2021، وقصرت مراجعة المحكمة على سؤال واحد: «ما إذا كانت جميع أشكال الحظر المسبق على عمليات الإجهاض الاختيارية غير دستورية». جرى تقديم أكثر من 140 ملخصًا من متداخلين قبل المرافعة الشفهية لقضية دوبس، وهي بذلك تقترب من الرقم القياسي الذي حدث في قضية أوبرجيفيا ضد هودجز Obergefell v. Hodges، وجرى فصل الدعاوى القضائية والمتزامنة المرفوعة ضد قانون نبض قلب الجنين في تكساس Texas Heartbeat، والذي أعطى بشكل فعال مواطني الولاية الوسائل لفرض حظر الإجهاض من خلال الدعاوى المدنية.

### المرافعة الشفوية
جرى الاستماع إلى القضية في 1 ديسمبر 2021. خلال المرافعات الشفوية، جادلت ولاية ميسيسيبي، ممثلة بالنائب العام سكوت ستيوارت، بأن الدستور لا يضمن بشكل مباشر الحق في الإجهاض. وبسبب هذا، قال إنه يجب تقييم القوانين المتعلقة بالإجهاض على أساس مراجعة عقلانية بدلاً من المستوى الأعلى من التدقيق الذي يتطلبه معيار العبء غير المبرر. جادل ستيوارت أيضًا بإلغاء قضيتي رو و كيسي على أساس أن القرارات كانت غير قابلة للتطبيق وأن هناك حقائق جديدة قد ظهرت للضوء منذ اتخاذ القرارين في تلك القضيتين. وجادل بأن المعرفة العلمية قد نمت حول «ما نعرف أن الطفل يفعله وما يشبهه» وادعى أننا نعرف الآن أن الأجنة «بشرية بالكامل» حتى «في وقت مبكر جدًا» في الحمل. دافع ستيوارت أيضًا عن ادعاء ولاية ميسيسيبي في مذكراتها بأن التطورات الطبية الجديدة حول قابلية الحياة للجنين تتعارض مع الافتراضات السابقة التي جرى وضعها عند صياغة شرط قابلية الحياة للجنين. كما ذكر أن فهم متى تبدأ الأجنة في الشعور بالألم قد نما. أكد ستيوارت أنه بسبب القرارات في قضيتي رو و كيسي، مُنعت الحكومة من الاستجابة لهذه الحقائق [الجديدة] من خلال حظر عمليات الإجهاض قبل فترة [قابلية الجنين للحياة].
جادلت منظمة جاكسون لصحة المرأة، التي تمثلها جولي ريكلمان، بأن المحكمة لا ينبغي أن تلغي القرارين لأن معيار قابلية الجنين للحياة كان صحيحًا. وفقًا لريكلمان، لم تكن حجج ولاية ميسيسيبي ضد قضية رو جديدة، ولكنها تشبه تلك التي قدمتها ولاية بنسلفانيا أثناء قضية كيسي. وحيث أن تأييد قضية رو هو الأساس في قضية كيسي، قالت ريكلمان إن المحكمة يجب أن تفعل الشيء نفسه هنا، حيث لم تكن هناك تغييرات جديدة في القوانين والحقائق منذ ذلك الحين يمكن أن تُبرر تغيير موقف المحكمة. جادلت ريكلمان بأن حجة ولاية ميسيسيبي ضد استخدام معيار العبء غير المبرر كانت خاطئة لأن المعيار ينطبق بشكل خاص على لوائح الإجهاض بعد «قابلية الحياة للجنين» وليس قبل ذلك. أخبرت ريكلمان المحكمة أن معيار العبء غير المبرر كان نافذًا، كما أن تحديد «قابلية الحياة للجنين» المضمن في المعيار كان نافذًا أيضًا. وأشارت إلى أنه لمدة 50 عامًا، جرى تطبيق «قابلية الجنين للحياة» بشكل واضح ومتسق في المحاكم.
جادلت المحامية العامة للولايات المتحدة إليزابيث بارشاس بريلوجار بأنه لا ينبغي نقض الحكم في قضيتي رو و كيسي. وقالت إنه كان هناك اعتماد كبير على الحق في الإجهاض من قِبل كل من الأفراد والمجتمع، وأن المحكمة «لم تلغ أبدًا حقًا أساسيًا جدًا لكثير من الأمريكيين ومحوري جدًا لقدرتهم على المشاركة بشكل كامل وعلى قدم المساواة في المجتمع.»
واستنادا إلى تحليلهم للاستجواب، قال مراقبو المحكمة إن أعضائها المحافظين الستة من المرجح أن يدعموا قانون ولاية ميسيسيبي. وأشار رئيس القضاة جون روبرتس إلى أن «قابلية الحياة للجنين» ليست ذات صلة ببقاء الحكم في قضيتي رو أو كيسي وأن الاختيار العادل أو فرصة السعي إلى الإجهاض هي وحدها المحمية دستوريا. وبدا أن القضاة المحافظين الآخرين مستعدون لإلغاء الحكم في قضيتي رو وكيسي.

### تسريب المسودة
في 2 مايو 2022، نشرت بوليتيكو ما قيل أنه «مسودة رأي الأغلبية» للقاضي صموئيل أليتو، والتي وُزعت على القضاة في فبراير 2022. حيث ورد في مسودة الرأي إلغاء قضيتي رو و كيسي. وصفت مسودة أليتو قرار رو بأنه «خطأ فادح منذ البداية»، بحجة أن الإجهاض غير مدرج في الدستور كحق محمي، وبدلاً من ذلك سيُسمح للولايات باتخاذ قرار بشأن قيود أو ضمانات الإجهاض بموجب التعديل العاشر لدستور الولايات المتحدة. قارن مقال في صحيفة نيويورك تايمز بين مصادر التاريخ التي استشهد بها القاضي أليتو في مسودة الرأي مع المعلومات التي قدمها المؤرخون وألقى بعض الضوء على تاريخ الإجهاض في الولايات المتحدة.
أخبرت المصادر بوليتيكو أن القضاة توماس، وجورسوش، وكافانو، وباريت صوتوا في اجتماع مع أليتو في ديسمبر وظلت مواقفهم دون تغيير اعتبارًا من مايو 2022، على الرغم من أنه من غير الواضح ما إذا كانوا قد وافقوا على مسودة أليتو، حيث لا توجد مسودات أخرى بالموافقة أو المعارضة. وفقًا لشبكة سي إن إن، صوت روبرتس لصالح دعم قانون سِن الحمل لكنه «لم يرغب في إلغاء قضية رو». ذكرت صحيفة واشنطن بوست من مصادر المحكمة أن روبرتس كان يعمل منذ ديسمبر 2021 بناءً على رأيه الخاص، والذي من شأنه أن يؤيد قضية رو بينما يسمح لقانون ولاية ميسيسيبي بأن يصبح نافذ المفعول.
وأكدت المحكمة العليا صحة المسودة في اليوم التالي؛ وفي الوقت نفسه، جاء في البيان الصحفي للمحكمة العليا أن "القرار لا يمثل قرارًا للمحكمة أو الموقف النهائي لأي عضو من موضوع القضية ". وقال روبرتس إنه أصدر تعليماته إلى أمين المحكمة، جيل كيرلي، بالتحقيق في تسريب الأخبار، وأنه "إلى الحد الذي كانت فيه هذه الخيانة لثقة المحكمة تقوض نزاهة عملياتنا، فلن تنجح. " " جرى التحقيق في التسريب، وذكرت شبكة سي إن إن في 31 مايو أنه طُلب من كتبة القانون تقديم سجلات الهاتف المحمول خاصتهم وتوقيع شهادات خطية. وقد أثارت هذه الخطوة غير المسبوقة قلق بعض الكتبة ودفعهم إلى البحث عما إذا كان ينبغي طلب محامٍ مستقل.
وردا على التسريب، قال كبير القضاة روبرتس: «لن يتأثر عمل المحكمة بأي شكل من الأشكال». وفي مؤتمر قضائي بالدائرة الحادية عشرة، وصف التسريب بأنه «مروع للغاية» وقال إن «تفاحة واحدة سيئة» لا ينبغي أن تغير «تصور الناس» للمحكمة العليا؛ علق القاضي توماس بأنه لا ينبغي «التنمر» على المحكمة لتقديم نتائج مفضلة وكرر انتقاداته لفكرة السابقة القضائية. وأضاف في وقت لاحق أن التسريب كان «خرقًا للثقة لا يمكن تصوره» أدى «بشكل أساسي» إلى تغيير المحكمة.
تُعد التسريبات حول مداولات المحكمة العليا في قضية معلقة أمرًا نادرًا كذلك فإن تسريب مسودة قرار هو أمر غير مسبوق. وهناك شك بشأن ما إذا كان التسريب ينتهك القوانين الفيدرالية، ويختلف الخبراء حول ما إذا كان من المرجح أن ترفع وزارة العدل الأمريكية تهمًا جنائية.

#### التفاعلات مع القضية

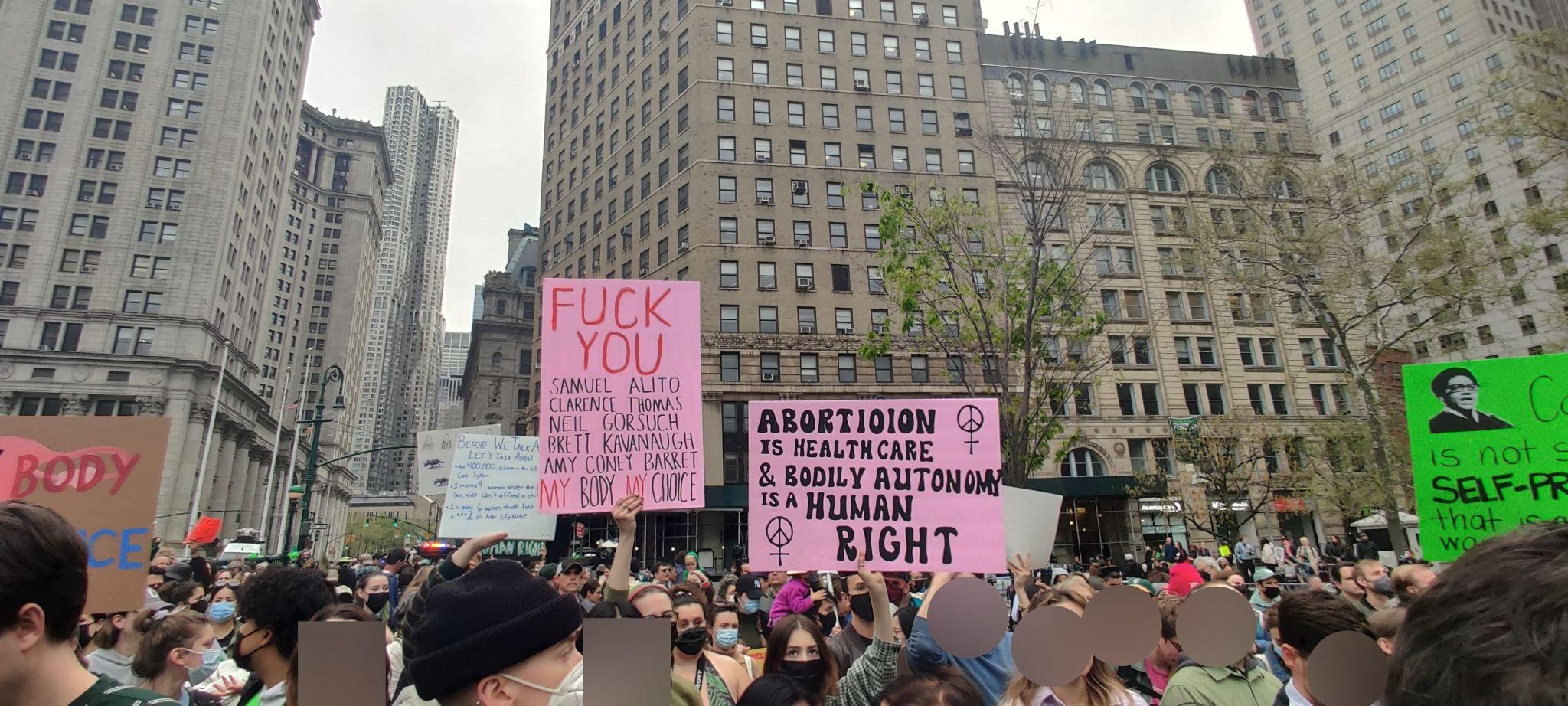
احتجاج لصالح الحق في الإجهاض في مدينة نيويورك

في غضون ساعات من خبر التسريب، تجمع كل من المتظاهرين المؤيدين للإجهاض والمناهضين الإجهاض خارج مبنى المحكمة العليا في واشنطن العاصمة وأماكن أخرى في الولايات المتحدة. كانت ردود الفعل على التسريب تُمثل ضغطًا على المحكمة أثناء اتخاذ قرارها في القضية. في حين جرى التخطيط لأكثر من 450 مسيرة واحتجاجًا واسعة النطاق نظمتها جمعية تنظيم الأسرة، ومسيرة المرأة، ومجموعات أخرى تحت اسم «حظر أجسادنا Bans Off Our Bodies»، أجَّل المنظمون الحدث حتى 14 مايو 2022، بعد تسريب مسودة الرأي. قال المنظمون : «الناس يحشدون لأنهم يرون أن الوقت متأخر عما كنا نظن» وأن الحدث سيؤدي إلى «صيف غضب» إذا جرى إلغاء قضيتي رو و كيسي. أشارت مذكرة سُربت من وزارة الأمن الداخلي إلى أن الوزارة كانت تستعد لموجة من العنف السياسي ضد المسؤولين الحكوميين ورجال الدين ومقدمي خدمات الإجهاض بعد الحكم. حذرت نشرة وزارة الأمن الداخلي من أن التسريب أدى إلى مزيد من العنف في الصيف قبل منتصف عام 2022. جرى الإبلاغ عن عدد من الهجمات المعزولة على مراكز أزمات الحمل في مايو ويونيو 2022 بعد التسريب.
نُظمت احتجاجات سلمية أمام منازل القضاة، مما دفع مجلس الشيوخ إلى الموافقة بالإجماع على مشروع قانون من شأنه توسيع الحماية مؤقتًا للقضاة وعائلاتهم ؛ ولكن توقف هذا القانون في مجلس النواب. جادل الجمهوريون بأن هذه الاحتجاجات تنتهك قانونًا فيدراليًا صدر عام 1950 يُجرِّم محاولة التأثير على قاضٍ في سياق واجباته الرسمية من خلال التظاهر بالقرب من محل إقامته.  قُبض على رجل من كاليفورنيا بتهمة محاولة قتل القاضي كافانو بالقرب من منزله بسبب التسريب، بالإضافة إلى قرار معلق في قضية مراقبة الأسلحة.
جدد التسريب دعوات من الديمقراطيين، بمن فيهم الرئيس جو بايدن ونشطاء مؤيدو حق الإجهاض، لمجلس الشيوخ الأمريكي لتمرير قانون حماية صحة المرأة، الذي أقره مجلس النواب بالفعل، لتقنين الحقوق التي وضعها الحكم في قضيتي رو و كيسي قبل إقرار قضية دوبس وإلغاء قانون استعادة الحرية الدينية. فشل تمرير المُقترح في مجلس الشيوخ في 11 مايو، بعد تصويت 49 ضد 51، كما هو متوقع، وهو ما يتماشى مع التوجهات الحزبية. وندد بايدن بمسودة الرأي ووصفها بأنها «راديكالية» وقال إن قضية الزواج من نفس الجنس وتحديد النسل مُعرضان للخطر أيضا.
أدان الجمهوريون على الفور التسريب ودعوا المحكمة العليا ووزارة العدل، بما في ذلك مكتب التحقيقات الفيدرالي، إلى فتح تحقيق في ذلك. ووقع اثنان وعشرون عضوا في الكونجرس على رسالة تطلب من المدعي العام الأمريكي ومدير مكتب التحقيقات الفيدرالي إجراء التحقيق. وأصدرت القيادة الجمهورية في مجلس النواب بيانا مشتركا وصفت التسريب بأنه «حملة منسقة بشكل واضح لترويع وعرقلة القضاة».
في مايو 2022، أصدرت مدرسة ماركيت للحقوق استطلاعًا يُظهر تغييرًا جذريًا في الرأي العام للمحكمة العليا. ففي مارس 2022، عندما أجري الاستطلاع الأخير، قال 54٪ من العينة إنهم راضون عن القضاة التسعة بينما قال 45٪ إنهم غير راضين. وفي أحدث استطلاع، أفاد 44٪ فقط من العينة بالرضى. أظهر استطلاع للرأي أجرته مؤسسة غالوب في 23 يونيو 2022 أن الثقة في المحكمة العليا بلغت 25٪ فقط، بانخفاض عن 36٪ في عام 2021 وهي الأدنى في 50 عامًا.

### رأي المحكمة
أصدرت المحكمة قرارها في 24 يونيو 2022. باغلبية 6 إلى 3، حيث نقضت المحكمة قرار الدائرة الخامسة وأعادت القضية لمزيد من المراجعة. وذكر رأي الأغلبية، الذي انضم إليه خمسة من القضاة، أن الإجهاض لم يكن حقًا محميًا بموجب الدستور، مما أدى إلى إلغاء الحكم في قضيتي رو و كيسي، وأعاد القرار المتعلق بأنظمة الإجهاض إلى الولايات. ونتيجة لذلك، يُعد القرار في قضية دوبس قرارًا تاريخيًا للمحكمة.

#### رأي الأغلبية

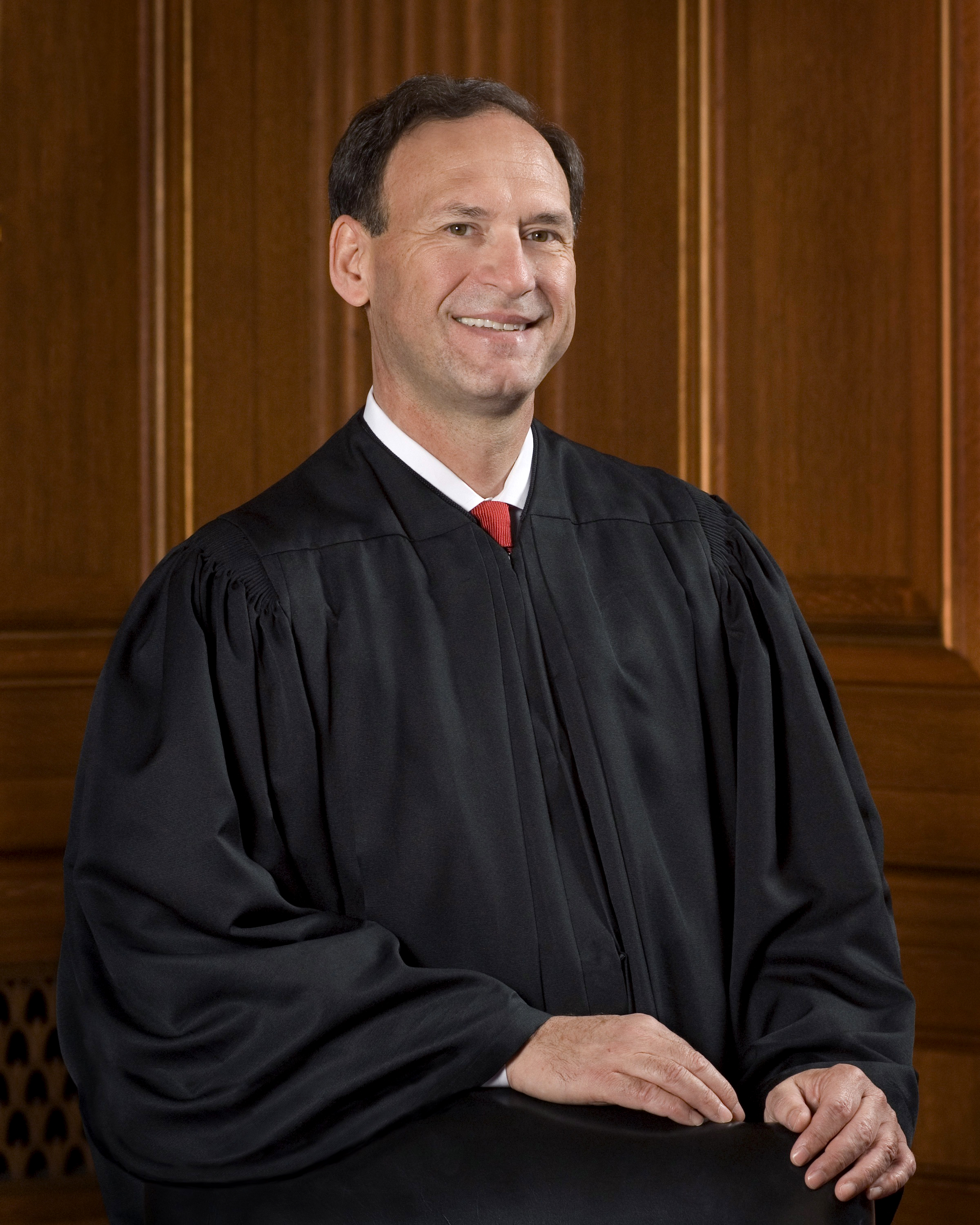
قدم القاضي أليتو رأي المحكمة.

كتب قرار الأغلبية القاضي صمويل أليتو وانضم إليه القضاة كلارنس توماس ونيل جورسوش وبريت كافانو وإيمي كوني باريت. وفقًا لـ سي إن إن وفوربس ويو إس نيوز وورلد ريبورت، كان القرار النهائي مشابهًا إلى حد كبير للمسودة المسربة، مع تغييرات طفيفة فقط في الحجج الأصلية وإضافة دحض للرأي المخالف ومعارضة روبرتس في الرأي.
اعتمد رأي الأغلبية، الذي كتبه أليتو، على وجهة نظر تاريخية تأسيسية لحقوق الإجهاض، قائلاً: «لا يشير الدستور إلى الإجهاض، ولا يوجد مثل هذا الحق محمي ضمنيًا بأي حكم دستوري». وكتب أن «الإجهاض لا يمكن أن يكون محميًا دستوريًا. فحتى الجزء الأخير من القرن العشرين، كان هذا الحق غير معروف تمامًا في القانون الأمريكي. في الواقع، عندما جرى اعتماد التعديل الرابع عشر، جعلت ثلاثة أرباع الولايات الإجهاض جريمة في جميع مراحل الحمل». جادل بعض المؤرخين بأن هذا الرأي غير مكتمل، وفي رأي ليزلي ريغان، أستاذ التاريخ والقانون في جامعة إلينوي، هو «ادعاءات خادعة».
ذكر أليتو أن " [الحكم في قضية] رو كان مخطئًا بشكل فاضح منذ البداية. كان منطقها ضعيفًا بشكل استثنائي، وكان للقرار عواقب وخيمة. وبعيدًا عن التوصل إلى تسوية وطنية لقضية الإجهاض، فقد أشعل [الحكم في قضيتي] رو و كيسي الجدل وعمقا الانقسام ". وقال كذلك إن الحق في الإجهاض يختلف عن حقوق الخصوصية الأخرى. حيث كتب: "ما يميز حق الإجهاض بشكل حاد عن الحقوق المعترف بها في القضايا التي يعتمد عليها [الحكم في قضيتي] رو و كيسي هو أمر أقر به كلا القرارين: الإجهاض يدمر ما تسميه تلك القرارات "الحياة المحتملة "وما هو القانون المعني في هذه الحالة تعتبر حياة "إنسان لم يولد بعد ".
بالإضافة إلى اللغة الحالية من المسودة، رد أليتو أيضًا على الرأي المخالف في القرار النهائي، قائلًا إن «المخالفة صريحة جدًا بحيث لا يمكنها إظهار أن الحق الدستوري في الإجهاض له أي أساس، ناهيك عن أن» الجذور العميقة في تاريخ هذه الأمة وتقاليدها «. حيث لا تحدد المعارضة أي سلطة قبل قضية رو تدعم مثل هذا الحق - لا يوجد حكم أو قانون دستوري للولاية، ولا سابقة قضائية فيدرالية أو تابعة للولاية، ولا حتى أطروحة علمية.» كما تناول مخاوف الرأي المخالف بأن الحكم في قضية دوبس سيمتد إلى حقوق أخرى، مشيرًا إلى أن رأي الأغلبية في قضية دوبس ينطبق فقط على الإجهاض.
رد أليتو كذلك على أن موافقة روبرتس في الحكم كانت سعياً وراء حل وسط، مدعياً أن هناك «مشاكل خطيرة مع هذا النهج» من شأنها أن تطيل فقط ما وصفه باضطراب قضية رو. جادل أليتو بأنه من خلال الحكم فقط بأن قانون ولاية ميسيسيبي الذي حدد مدة 15 أسبوعًا هو قانون دستوري، سيتعين على المحكمة أن تقرر لاحقًا ما إذا كانت قوانين الولايات الأخرى التي تُحدد مُدد مختلفة للسماح بالإجهاض دستورية أم لا. ونظرًا لأن روبرتس لم يدعي أن هناك حقًا دستوريًا للإجهاض، رفض أليتو أي أسس دستورية لدعم «فرصة معقولة» للحصول على الإجهاض ووصف اقتراح روبرتس بأنه غير دستوري.

#### الموافقات
كتب القاضيان كلارنس توماس وبريت كافانو موافقات منفصلة. جادل توماس بأن المحكمة يجب أن تمضي إلى أبعد من ذلك في القضايا المستقبلية، مع إعادة النظر في قضايا المحكمة العليا السابقة الأخرى التي منحت حقوقًا تستند إلى الإجراءات القانونية الواجبة، مثل قضية جريسولد ضد كونيتيكت (الحق في منع الحمل)، وقضية Obergefell صد Hodges (زواج المثليين)، وقضية لورنس ضد تكساس (قوانين محظورة ضد اللواط). كتب توماس : "نظرًا لأن أي قرار موضوعي يتعلق بالإجراءات القانونية " خاطئ بشكل واضح، فمن واجبنا "تصحيح الخطأ " الذي جرى تأسيسه في تلك السوابق. "
كتب كافانو بشكل منفصل، وأدلى بتعليقات متعددة. وذكر أنه لا يزال من غير الدستوري منع المرأة من الذهاب إلى ولاية أخرى لطلب الإجهاض بموجب الحق في السفر، وأنه سيكون من غير الدستوري معاقبة الإجهاض بأثر رجعي قبل قضية دوبس عندما كانت عملية الإجهاض محمية بالحكم في قضيتي رو و كيسي.

#### الموافقة جزئيًا
كتب رئيس المحكمة العليا جون روبرتس متفقًا بشكل منفصل في الحكم، من حيث أنه يعتقد أن المحكمة يجب أن تلغي رأي الدائرة الخامسة بشأن قانون ولاية ميسيسيبي وأن «قابلية الجنين للحياة الذي وضعها قضيتي رو و كيسي يجب التخلي عنه». لم يوافق روبرتس على حكم الأغلبية بإلغاء قضيتي رو و كيسي بالكامل، ووجد أنه «من غير الضروري للبت في القضية المعروضة علينا». واقترح رأيًا أكثر تحديدًا لتبرير دستورية قانون ولاية ميسيسيبي دون معالجة مسألة ما إذا كان سيتم إبطال الحكم في قضيتي رو و كيسي. كتب روبرتس أيضًا أن لوائح الإجهاض يجب أن «تمتد إلى حد كافٍ لضمان فرصة معقولة للاختيار، لكن لا تحتاج إلى تمديدها أكثر من ذلك». وقال إن المحكمة يجب أن «تترك ليوم آخر ما إذا كانت سترفض أي حق في الإجهاض على الإطلاق».

#### المعارضة
قام القضاة ستيفن براير وسونيا سوتومايور وإيلينا كاجان بكتابة المعارضة بشكل مشترك. وكتب الثلاثة: «ستسمح الأغلبية للولايات بحظر الإجهاض من لحظة الحمل فصاعدًا لأنها لا تعتقد أن الولادة القسرية تعني حق المرأة في المساواة والحرية. لا تعتقد محكمة اليوم أن هناك شيئًا ذا مغزى دستوري مرتبط بسيطرة المرأة على جسدها ومسار حياتها. يمكن للولاية أن تجبرالمرأة على إكمال الحمل، حتى وإن كان ذلك على حساب التكاليف الشخصية والعائلية الباهظة». واستنتجوا: «مع الأسى - لهذه المحكمة، ولكن أكثر، للملايين العديدة من النساء الأميركيات اللواتي فقدن اليوم حماية دستورية أساسية - نحن نعارض».
وكتب الثلاثة أيضًا ردًا على موافقة توماس، «إن الحق [الذي أقره الحكم في قضيتي] رو و كيسي لا يقف بمفرده. على العكس من ذلك، فقد ربطته المحكمة لعقود من الزمن بالحريات المستقرة الأخرى التي تشمل السلامة الجسدية والعلاقات الأسرية والإنجاب. من الواضح أن الحق في إنهاء الحمل نشأ مباشرة عن الحق في شراء واستخدام وسائل منع الحمل. وبدورها، أدت هذه الحقوق، مؤخرًا، إلى حقوق العلاقة الحميمة والزواج بين نفس الجنس. إما أن يكون رأي الأغلبية نفاقًا، أو أن حقوقًا دستورية إضافية مهددة. إنه واحد أو الآخر.»

## التأثير

### قبل صدور القرار
بعد بدء التقاضي في قضية دوبس، جرى سن قانون نبض قلب الجنين Texas Heartbeat في 1 سبتمبر 2021. وصار هناك قضيتين قضائيتين هما «صحة المرأة الكاملة ضد جاكسون» و «الولايات المتحدة ضد تكساس»، وانتقلت بسرعة من خلال أنظمة المحاكم ووصلت إلى المحكمة العليا. كانت المرافعات الشفوية في كلتا القضيتين في 1 نوفمبر 2021، وصدرت قرارات كل منهما في ديسمبر 2021. وركزت القرارات بشكل أساسي على الوقوف standing [مدى علاقة صاحب الطلب بالقضية] بدلاً من معالجة المسائل الدستورية والقضايا المتعلقة بالإجهاض بشكل مباشر. سمحت القرارات في كلتا الحالتين ببقاء قانون نبض قلب الجنين Texas Heartbeat ساري المفعول بينما يستمر التقاضي في المحاكم الأدنى. لكن القلق من أن المحكمة العليا كانت تستمع لثلاث قضايا متعلقة بالإجهاض في الفترة 2021-2022 أدى إلى وجود عدد شبه قياسي من مذكرات المتداخلين المقدمة في قضية دوبس قبل جلسات المرافعة الشفوية في 1 ديسمبر 2021.

شرعية الإجهاض عند الطلب في الولايات المتحدة حسب سن الحمل انظر الإجهاض في الولايات المتحدة حسب الولاية لمزيد من المعلومات.
غير قانوني منذ بداية الحمل
قانوني ولكن لا يوجد مقدمو خدمات
قانوني حتى يتم الكشف عن نشاط القلب الجنيني (5–6 أسابيع، 2–3 أسابيع من الانغراس)
قانوني حتى 15 أسبوع
قانوني حتى 18 أسبوع
قانوني حتى 22 أسبوع (5 أشهر)
قانوني حتى قابلية الجنين للحياة والنمو(≈ 23 أسبوع)
قانوني حتى 24 أسبوع (5½ أشهر)
قانوني حتى 27–28 أسبوع
بدون حد لعمر الحمل

خريطة توضح الولايات الأمريكية التي أصدرت قوانين تحظر عمليات الإجهاض بعد إلغاء رو

أقرت ولاية جورجيا مشروع قانون جورجيا هاوس 481، المعروف باسم قانون المساواة العادلة للرضع الأحياء (Living Infants Fairness Equality LIFE)، في عام 2019. حظر القانون معظم عمليات الإجهاض بعد اكتشاف نبض قلب الجنين. كانت هناك استثناءات متعددة لعمليات الإجهاض بين 6 و20 أسبوعًا: إذا كان الجنين ناتجًا عن الاغتصاب أو سفاح القربى، أو كان الحمل غير مجد طبيًا، أو كان الحمل يهدد حياة الأم. بالإضافة إلى ذلك، نقح القانون من يُعتبر شخصًا اعتباريًا، وسمح للمرأة الحامل بالحصول على دعم إعالة الطفل وخصومات ضريبية على أطفالها قبل الولادة. في أكتوبر 2019، جرى الطعن في قانون LIFE واعتبرته المحكمة الجزئية الأمريكية للمنطقة الشمالية من جورجيا غير دستوري وفقًا للحكم في قضية رو. استأنفت ولاية جورجيا هذا الحكم أمام الدائرة الحادية عشرة، ولكن نظرًا لأنه كان من المقرر مناقشة قضية دوبس في ديسمبر 2021، أصدرت محكمة الدائرة تعليقًا للمراجعة لحين صدور قرار المحكمة العليا حول دوبس.
كان هناك ما لا يقل عن 22 ولاية بقيادة جمهورية إما أقرت أو بصدد تمرير مشاريع قوانين تتعلق بمناهضة الإجهاض عندما وافقت المحكمة العليا على الاستماع في قضية دوبس في مايو 2021. جرى فرض معظم القوانين الجديدة من قبل المحاكم، لكنها أصبحت قابلة للتنفيذ بعد إلغاء الحكم في قضية رو. هناك ثلاث عشرة ولاية لديها قوانين مُطلقة تحظر معظم عمليات الإجهاض في الثلث الأول والثاني من الحمل إذا جرى إلغاء الحكم في قضية رو. الولايات التي لديها قوانين تحريك الدعوى هي أركنساس، أيداهو، كنتاكي، لويزيانا، ميسيسيبي، ميسوري، داكوتا الشمالية، أوكلاهوما، ساوث داكوتا، تينيسي، تكساس، يوتا، وايومنغ. هناك تسع ولايات، من بينها ألاباما،  أريزونا، ميتشيغان، وست فرجينيا، وويسكونسن، بالإضافة إلى أركنساس وميسيسيبي وأوكلاهوما وتكساس التي سبق ذكرها،  لم تقم بإلغاء حظر الإجهاض الذي كان قبل قضية رو. لم تكن هذه القوانين قابلة للتنفيذ جنائيًا بسبب قضية رو لكنها ستكون قابلة للتنفيذ مع إلغاء قضية رو. تعهد بعض المدعين العامين الديمقراطيين أو المرشحين لمنصب المدعي العام على الأقل بعدم إنفاذ قوانين مكافحة الإجهاض ومنع أو إعاقة جهود المدعين المحليين لإنفاذها، في حين تعهد بعض الجمهوريين على الأقل بفرض حظر حكومي جديد.

### بعد صدور القرار
قامت العديد من الولايات التي لديها قوانين تحريكية مطبقة بتنفيذها على الفور. تحرك العديد من المحافظين والمدعين العامين الجمهوريين للدعوة إلى جلسات خاصة لتنفيذ حظر الإجهاض أو التذرع بقوانينهم المؤثرة لحظر الإجهاض على الفور.
من المتوقع أن تصبح قوانين الإجهاض في الولايات التي تسمح بالإجهاض أكثر تساهلاً بعد الحكم، تضمنت المقترحات التي قدمتها ولايات كاليفورنيا وأوريغون وواشنطن توسيع نطاق إجراء الإجهاض من خلال إلغاء المدفوعات المشتركة لخدمات الإجهاض، وتمويل تكاليف السفر لأولئك الذين يسعون إلى الإجهاض من الولايات التي تحظر الإجهاض، وتكريس الحق في الإجهاض في دساتير الولايات. قبل قرار المحكمة العليا، كان المجلس التشريعي لولاية فيرمونت قد وافق بالفعل على طرح الاقتراح 5، الذي من شأنه تعديل دستور الولاية «لضمان الحريات الجنسية والإنجابية»، إلى استفتاء في نوفمبر 2022.
قيل إن الحكم أنشأ إطارًا قانونيًا مستقلًا من قبل العديد من المراقبين القانونيين، حيث حدد الحكم قدرة الدولة على تحديد قوانين الإجهاض المستقلة. نظرًا لأن العديد من الولايات لديها أحكام تُجرم عمليات الإجهاض حتى خارج الولاية، فقد جادل البعض بأن هذا يُنتج إطارًا قانونيًا يمكن لولاية أمريكية من خلاله أن تتصرف بشكل مشابه أكثر لدولة ذات سيادة، وتُقاضي الأفراد بسبب اتخاذ إجراءات خارج قضاء (تقسيم إداري) للولاية. وقد جرى انتقاد قابلية تنفيذ مثل هذا القرار وعمليته، والذي بموجبه يمكن أن ينتج إطارًا قانونيًا للتقسيم في ظل النظام القانوني للولاية. على هذا النحو، يُنظر إلى الحكم في سياق الحزبية المتزايدة والانقسام في الولايات المتحدة.
كما أثار القرار مخاوف بشأن الحقوق المماثلة التي منحتها المحكمة والتي لم يجري تعدادها في الدستور. كان رأي أليتو قد ذكر أن التعديل الرابع عشر يغطي فقط تلك الحقوق التي كانت متجذرة في وقت التصديق عليها في عام 1869، والتي لم تشمل الإجهاض، لكنه ذكر كذلك أن الرأي يقتصر بشكل صارم على الحقوق المتعلقة بالإجهاض. ومع ذلك، وفقًا لموافقة توماس، سيتم الطعن في الحق في موانع الحمل والزواج من نفس الجنس على أساس الحكم في قضية دوبس، لأن هذه الحقوق لم يجري الاعتراف بها أيضًا خلال القرن التاسع عشر. حذر خبراء قانونيون من أن تفسير الدستور من قبل كل من أليتو وتوماس سيضر بالنساء والأقليات والفئات المهمشة الأخرى. قال سكوت سكينر-طومسون، أستاذ القانون المساعد بجامعة كولورادو بولدر، "إن المحكمة قالت منذ فترة طويلة: انظر، إذا عرَّفنا الحرية فقط من حيث ما كان مسموحًا به وقت التصديق على وثيقة الحقوق أو التعديل الرابع عشر، إذن نحن عالقون في الوقت. لأنه في القرنين الثامن عشر والتاسع عشر، لم يكن هذا البلد حراً لكثير من الناس - وخاصة النساء، وخاصة الملونين. " أثار الخبراء القانونيون أيضًا مسألة كيف سيحكم توماس في الزواج المختلط الذي جرى تأكيده فقط كحق بموجب الحكم في قضية لافينج ضد فرجينيا عام 1967. وقال عضو مجلس الشيوخ عن ولاية تكساس، جون كورنين، بعد القرار "الآن هل قضية "بليسي ضد فيرغسون " وقضية "براون ضد مجلس التعليم " -في إشارة إلى قرارات مماثلة أصدرتها المحكمة العليا بشأن الفصل العنصري- غير دستورية؟
بعد التسريب وكذلك بعد صدور القرار جرى رفع حقوق الخصوصية المتعلقة بتتبع البيانات من خلال استخدام الإنترنت واستخدام الهاتف المحمول وتطبيقات الهاتف المحمول. يمكن للولاية التي لديها قوانين إجهاض صارمة استخدام هذه المعلومات لتحديد ما إذا كانت النساء يسعين إلى إجراء عمليات إجهاض. بالإضافة إلى اتخاذ المستخدمين خطوات لتقليل بياناتهم في الإنترنت، حثت مجموعات مثل مؤسسة الحدود الإلكترونية Electronic Frontier Foundation الشركات التي تصنع هذه التطبيقات على اتخاذ خطوات لتقليل كمية البيانات التي يجمعونها واستخدام التشفير من طرف إلى طرف لمساعدة أولئك الذين يسعون إلى إجراء عمليات إجهاض في الخارج. من الولايات التي منعتهم.
واقترح بعض أعضاء مجلس النواب الجمهوريين تنفيذ «حظر الإجهاض بعد 15 أسبوعًا» على مستوى البلاد عقب الحكم، بينما وقَّع أكثر من 100 على الحظر وفق «نبض قلب الجنين». أُبلغ عن أن كبار الجمهوريين في مجلس النواب قلقون من مثل هذه الخطط، وبدلاً من ذلك يفضلون فرض حظر على مستوى البلاد على عمليات الإجهاض المتأخرة فقط.

## ردود الفعل على القرار

### محليًا

#### الداعمة
أشاد زعيم الأقلية الجمهورية بمجلس الشيوخ ميتش ماكونيل بالقرار ووصفه بأنه «شجاع وصحيح». كما أعرب العديد من أعضاء الحزب الجمهوري في الكونجرس عن موافقتهم. أصدر زعيم الأقلية في مجلس النواب كيفن مكارثي، وستيف سكاليس، ورئيس المؤتمر الجمهوري في مجلس النواب، إليز ستيفانيك، بيانًا مشتركًا جاء فيه أن «[كل] طفل لم يولد بعد هو ثمين، وغير عادي، ويستحق الحماية».
أيد الرئيس السابق دونالد ترامب القرار ووصفه بأنه «أكبر انتصار للحياة في الجيل»، على الرغم من أن ترامب، في السر، كان أكثر تناقضًا بشأن إلغاء قضية رو وذكر أنه سيكون «سيئًا للجمهوريين» لأنه قد يؤدي إلى رد فعل عنيف بين الناخبات في الضواحي في انتخابات التجديد النصفي المقبلة. كما أشاد نائب الرئيس السابق مايك بنس بالقرار، مشيرًا إلى أن «الحياة انتصرت».
صرح حاكم فلوريدا الجمهوري رون ديسانتيس، «من خلال تفسير الدستور بشكل صحيح، استجابت المحكمة العليا لدعاء الملايين تلو ملايين من الأمريكيين»، مضيفًا أنه سيعمل على توسيع قيود الإجهاض. هناك قانون جديد في فلوريدا، قيد المراجعة حاليًا من قبل محاكم الولاية، من شأنه أن يقصر عمليات الإجهاض على فترة 15 أسبوعًا من الحمل، وقد كانت 24 أسبوعًا سابقًا، مع وجود استثناءات في حالات الاغتصاب أو سفاح القربى. ادعى ويلتون سيمبسون، رئيس مجلس الشيوخ في فلوريدا، وهو أيضًا جمهوري، وكان طفلاً بالتبني، أن قرار المحكمة سيعزز التبني كبديل للإجهاض. قال سيمبسون، «فلوريدا ولاية تقدر الحياة».
أيدت اللجنة الوطنية للحق في الحياة الحكم. وأشاد مؤتمر الأساقفة الكاثوليك في الولايات المتحدة والمؤتمر المعمداني الجنوبي بالحكم، حيث أصدر رئيس الأساقفة الكاثوليك خوسيه هوراسيو غوميز وويليام إي لوري والرئيس المعمداني الجنوبي بارت باربر بيانات لمنظماتهم. كما أصدر العديد من الأساقفة الكاثوليك بيانات فردية لدعم الحكم، بما في ذلك توماس أولمستيد، وروبرت دبليو ماكيلروي، وبلاز كوبيتش، وتوماس بابروكي، وجوزيف فريد نومان، وجيمس كونلي، وويلتون دانيال جريجوري.

#### المعارضة
عارض أنصار حقوق الإجهاض الحكم. وقال الرئيس جو بايدن، «إنه يوم حزين للمحكمة وللبلد»، وأن «صحة وحياة النساء في هذه الأمة في خطر الآن». وانتقد الرئيس السابق باراك أوباما الحكم ووصفه بأنه «يهاجم الحريات الأساسية لملايين الأمريكيين». انتقد المدعي العام ميريك جارلاند الحكم في بيان وحذر الولايات من منع النساء من إجراء عمليات الإجهاض خارج الولاية. ووصف سكرتير وزارة الصحة والخدمات الإنسانية HHS كزافييه بيسيرا القرار بأنه «غير معقول» وقال إن الإجهاض جزء أساسي من الرعاية الصحية. تنظر إليزابيث وارين إلى القرار باعتباره أغلبية المحكمة العليا التي تسمح للانتماءات الدينية بإملاء حكمها في انتهاك للتعديل الأول للدستور. أعرب العديد من أعضاء الحزب الديمقراطي في الكونجرس عن خيبة أملهم من القرار، حيث ذكرت اللجنة الوطنية للحزب الديمقراطي أن «الشعب الأمريكي لا يريد أيًا من هذا».
كانت السناتور الجمهورية سوزان كولينز، التي صوتت في مجلس الشيوخ لاختيار القاضي كافانو، قد أعربت عن «[شعورها] بالتضليل» من قِبل القاضي كافانو الذي قال في اجتماع خاص معها إنه لن يُبطل قضية رو. وبالمثل، أعرب السناتور الديمقراطي جو مانشين، الذي تجاوز حدود الحزب وصوت لتأكيد كل من القاضي كافانو والقاضي غورسوش، عن آراء مماثلة بشأن الحنث باليمين المحتملين، قائلاً «لقد وثقت بالقاضي غورسو والقاضي كافانو عندما شهدوا تحت القسم بأنهم يعتقدوا أن قضية رو هي سابقة قانونية وأنا أشعر بالقلق لأنهم اختاروا رفض الاستقرار الذي وفره الحكم لجيلين من الأمريكيين».
أعرب حاكم ولاية ماساتشوستس تشارلي بيكر، وهو جمهوري، عن خيبة أمله في القرار ووقع أمرًا تنفيذيًا يحمي حقوق الإجهاض في الولاية. أعلن الحكام جاي إنسلي وكيت براون وجافين نيوسوم من واشنطن وأوريغون وكاليفورنيا، على التوالي، عن تشكيل «جريمة الساحل الغربي West Coast offense»، وهي سياسة مشتركة للسماح بحقوق الإجهاض وحمايتها.
انتقدت العديد من مجموعات الحقوق المدنية والإنجابية القرار، مثل الرابطة الوطنية للنهوض بالملونين (NAACP)، بينما دعا تجمع النواب السود بالكونغرس إلى إعلان حالة طوارئ وطنية. جادل الليبراليون بأن الحكم وموافقة توماس خلقا إمكانية تعريض الحقوق المدنية الأخرى للخطر. وقد أدان خبراء القانون والصحة العامة المنتسبون لجامعة هارفارد القرار الصادر في قضية دوبس. ووصف لورانس ترايب، الباحث الدستوري والأستاذ بكلية الحقوق بجامعة هارفارد، قرار المحكمة بأنه ليس فقط «رجعي» و«غير مبدئي»، ولكنه يضر أيضًا بمفهوم الحقوق الدستورية الضمنية.
قالت ليندا كوفي، المحامية البارزة في قضية نورما ماكورفي في قضية رو، إن قرار المحكمة العليا بإلغائه «يتعارض مع الحرية الأمريكية» و«يقوض كرامة جميع النساء الأميركيات». ووجه جيم أوبرجيفيل، المدعي الرئيسي في قضية أوبرجيفيل التي شرعت زواج المثليين، انتقادًا إلى القاضي توماس، الذي تطلب زواجه المختلط المصادقة عليه من المحكمة العليا من أجل الاعتراف به في جميع الولايات، لحثه المحكمة على إعادة النظر في قراراتها السابقة ونقضها.
أصدر الرئيس والمدير التنفيذي لجمعية الكليات الطبية الأمريكية، ديفيد سكورتون بيانًا ذكر فيه أن القرار "سيحد بشكل كبير من [إجراء الإجهاض] للكثيرين ويزيد من [عدم المساواة] الصحية في جميع أنحاء البلاد، مما يعرض حياة النساء في النهاية للخطر، في الوقت الذي " يجب أن نضاعف التزامنا بالرعاية المرتكزة على المريض والقائمة على الأدلة والتي تعزز صحة أفضل لجميع الأفراد والمجتمعات ". وأكد البيان كذلك التزام الجمعية بتوفير خدمات الإجهاض، مشيرًا إلى أن الجمعية "ستواصل العمل مع كليات الطب والمستشفيات التعليمية لدينا لضمان أن الأطباء قادرون على تزويد جميع المرضى برعاية صحية آمنة وفعالة ويمكن الوصول إليها عندما يحتاجون إليها ".
انتقدت الكنيسة الإنجيلية اللوثرية في أمريكا وكنيسة المسيح المتحدة الحكم، حيث أصدر الأسقف اللوثري إليزابيث إيتون والعاملون في كنيسة المسيح المتحدة بيانات بهذا الشأن.

### دوليًا
قالت مفوضة الأمم المتحدة السامية لحقوق الإنسان، ميشيل باشليت، إن هذا الرأي «يمثل نكسة كبيرة بعد خمسة عقود من حماية الصحة والحقوق الجنسية والإنجابية».
أدان العديد من القادة الأجانب الحكم، ووصفوه بأنه «خطوة إلى الوراء». وصف رئيس الوزراء الكندي جاستن ترودو القرار بأنه «مروع»، بينما تعهد «في كندا، سندافع دائمًا عن حق المرأة في الاختيار». وصف رئيس الوزراء البريطاني بوريس جونسون القرار بأنه «خطوة كبيرة إلى الوراء»، مطمئنًا إلى وجود قوانين «في جميع أنحاء المملكة المتحدة» لـ «حق المرأة في الاختيار». قال رئيس الوزراء البلجيكي ألكسندر دي كرو إنه «قلق للغاية بشأن تداعيات قرار المحكمة العليا الأمريكية»، فضلاً عن «الإشارة التي يرسلها إلى العالم». قال الرئيس الفرنسي إيمانويل ماكرون إن «الإجهاض حق أساسي لجميع النساء. يجب حمايته». وعبَّر عن «تضامنه» مع المرأة الأمريكية. ووصفت رئيسة الوزراء الدنماركية ميت فريدريكسن القرار بأنه «نكسة كبيرة» وقالت إن «قلبها يبكي للفتيات والنساء في الولايات المتحدة». ووصفت رئيسة وزراء نيوزيلندا جاسيندا أرديرن القرار بأنه «مزعج للغاية» و«خسارة للنساء في كل مكان». وقال رئيس الوزراء اليوناني كيرياكوس ميتسوتاكيس إنه «منزعج حقًا» من القرار، قائلاً إنه «خطوة كبيرة إلى الوراء في النضال من أجل حقوق المرأة». قال رئيس الوزراء الإسباني بيدرو سانشيز «لا يمكننا أن نأخذ أي حق كأمر مُسَّلم به» وأنه «يجب أن تكون المرأة قادرة على اتخاذ القرار بحرية بشأن حياتها».
في حين أشاد رئيس الأكاديمية البابوية للحياة بالفاتيكان، رئيس الأساقفة فينتشنزو باغليا، بالحكم، مشيرًا إلى أن الحكم «دعوة قوية للتفكير معًا في القضية الجادة والملحة للجيل البشري والظروف التي تجعل ذلك ممكنًا».

### وسائل الإعلام
انتقدت هيئة تحرير صحيفة نيويورك تايمز الحكم بشدة ووصفته بأنه «إهانة للمرأة والنظام القضائي». وكتبت التايمز كذلك، «إن إهانة الحكم الصادر يوم الجمعة ليس فقط في رفضه المبارك لكرامة المرأة ومساواتها. إنه يكمن أيضًا في الرفض الصريح لمعيار قانوني راسخ نجح لعقود من الزمن في تحقيق التوازن والتعبير عن آراء الأمريكيين حول موضوع مشحون. تعتقد غالبية الجمهور الأمريكي أن النساء، وليس المشرعين على مستوى الولاية أو الفيدرالية، يجب أن يكون لهم الحق القانوني في تقرير ما إذا كانوا سينهون الحمل في جميع الحالات أو معظمها. في الوقت نفسه، يشعر الأمريكيون بالضجر من القتال المستمر منذ عقود من أجل الإجهاض... يدعو حكم المحكمة في قضية دوبس إلى سنوات من الصراع القانوني الأكثر انقسامية وطويل الأمد».
أيد كبار هيئة التحرير في ناشيونال ريفيو الحكم، واصفين الحكم في قضية رو بأنه «ظلم فظيع». وكتبت «ذا ناشيونال ريفيو» كذلك، «عقود من العمل وجهود عشرات الملايين من الأمريكيين والمثابرة عبر خيبات أمل كثيرة كانت ضرورية لتوصيلنا إلى يوم التصحيح هذا. إبطال رو لا يضمن العدالة للجنين: يدرك المؤيدون للحياة أن العمل يجب أن يستمر. إن ما فعلته المحكمة هو منح المؤيدين للحياة الفرصة لعرض قضيتهم والفوز في المنتديات الديمقراطية. لم يعد قانوننا الأساسي يعامل الأطفال الذين لم يولدوا بعد على أنهم مستبعدون بشكل قاطع من الحماية الأساسية التي يمكن أن يوفرها القانون. إنها خطوة جبارة إلى الأمام من أجل سيادة القانون والحكم الذاتي والعدالة».

### الرأي العام

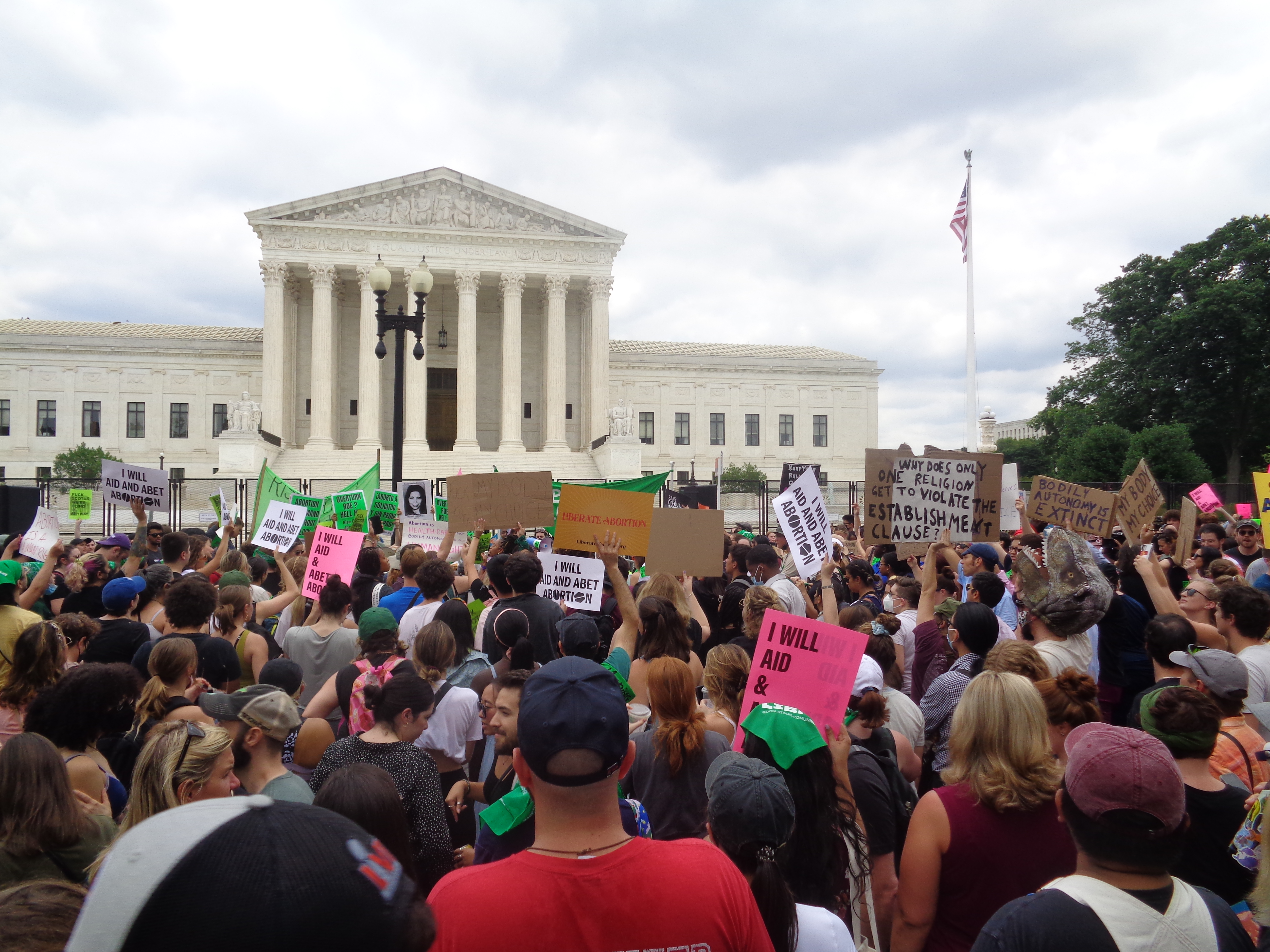
محتجون خارج المحكمة العليا بعد اعلان دوبس

كان القرار مثيرًا للانقسام بين الشعب الأمريكي. أظهرت استطلاعات الرأي أن 55٪ إلى 60٪ من العينة يعارضون إبطال قضية رو. وأظهر استطلاع أجرته مؤسسة جالوب عام 2022 أن 67٪ من الأمريكيين يؤيدون الإجهاض في الأشهر الثلاثة الأولى من الحمل، وأظهر استطلاع أجرته شبكة سي بي إس / يوجوف أن 58٪ من الأمريكيين يؤيدون قانونًا فيدراليًا لحماية الإجهاض على الصعيد الوطني.
تجمع عدد كبير من المتظاهرين من كلا الجانبين في مبنى المحكمة العليا بعد إعلان القرار. وبينما كان هناك بيئة مواجهة، فقد ظلوا مسالمين في معظم الأحيان. ومع ذلك، وقعت اشتباكات بين الشرطة والمتظاهرين، مما أدى إلى استخدام الغاز المسيل للدموع، وكذلك الاعتقالات، في فينيكس، ونيويورك، ولوس أنجلوس. كما نُظمت احتجاجات أخرى بما في ذلك في مدينة نيويورك وشيكاغو ولوس أنجلوس، بالإضافة إلى احتجاجات تضامنية في لندن وتورنتو وبرلين، أصدرت وزارة الأمن الداخلي مذكرة إلى وكالات إنفاذ القانون والتدخل السريع ليكونوا على دراية بالعنف المنزلي المحتمل في الأسابيع التي أعقبت قرار دوبس، لا سيما في المكاتب الحكومية الفيدرالية ومكاتب الولايات، وعيادات الإجهاض وغيرها من الخدمات الصحية، وفي المؤسسات الدينية.

### آخرون
قالت العديد من الشركات، بما في ذلك أمازون وكومكاست وديل وديزني وإيباي وجولدمان وجي بي مورجان وميتا وتسلا، إنها ستغطي نفقات السفر للموظفين الباحثين عن عمليات إجهاض في الولايات التي تسمح بالإجهاض.. وأكدت شركة ليفايس دعمها للوصول إلى الإجهاض. أدان العديد من المسؤولين التنفيذيين في مجال التكنولوجيا الحكم، بما في ذلك الرئيس التنفيذي لشركة سيلز فورس مارك بينيوف، والمؤسس المشارك لشركة مايكروسوفت بيل جيتس، والمدير التنفيذي لشركة يوتيوب سوزان وجسيكي.
انتقد العديد من المشاهير القرار. وقال وارن ليتلفيلد، المنتج التنفيذي في مسلسل حكاية أمة، الذي يقدم سردًا خياليًا لأمريكا المعاصرة في ظل حكم شمولي قائم على الرواية التي تحمل الاسم نفسه، عن الحكم، «أعتقد أننا جميعًا نتمنى أن نكون هذا الغريب، البائس، لا أحد يصدق هذا المفهوم أبدًا. نتمنى جميعًا أن نكون رواية مصورة مصطنعة.»
أصدرت إن بي أي NBA والاتحاد الوطني لكرة السلة WNBA بيانًا مشتركًا يدعم الحق في الإجهاض. كما أدانت الرابطة الوطنية للاعبات في دوري كرة القدم للسيدات الحكم. وندد ليبرون جيمس بالحكم قائلا إن القرار يتعلق «بالسلطة والسيطرة».

## روابط خارجية
آراء مكتوبة
- Text of Dobbs v. Jackson Women's Health Organization is available from: Cornell CourtListener Findlaw Justia

بعض نصوص قوانين الولايات
- "House Bill No. 1510 'Gestational Age Act' as sent to the Governor – Mississippi Legislature Regular Session 2018" (PDF). Legislature.ms.gov. مؤرشف من الأصل (PDF) في 2022-12-16.
- "Senate Bill 2116 as sent to the Governor – Mississippi Legislature Regular Session 2019". Legislature.ms.gov. مؤرشف من الأصل في 2022-12-23.

المرافعات الشفوية
- "Argument transcript for No. 19-1392" (PDF). Heritage Reporting Corporation. 1 ديسمبر 2021. مؤرشف من الأصل (PDF) في 2023-01-16.
- "U.S. Supreme Court Oral Argument: Dobbs v. Jackson Women's Health Organization". سي-سبان. 1 ديسمبر 2021. مؤرشف من الأصل في 2023-01-26.